# Bazas
Bazas (Vasats en gascón) es una comuna francesa, situada en el departamento de la Gironda, en la región de Aquitania en el suroeste de Francia. Está conectada con una antigua calzada romana llamada Via Lemovicensis.
La antigua catedral de Bazas se encuentra incluida como parte del lugar Patrimonio de la Humanidad llamado «Caminos de Santiago de Compostela en Francia» (Código 868-004). Es una catedral gótica que se remonta a los siglos XIII a XVI.

## Demografía
| 4 540 | 4 215 | 4 244 | 4 0 | 4 515 | 4 446 | 4 593 | 4 627 | 4 628 | 4 471 | 4 766 | 5 023 | 5 073 | 5 114 | 5 034 | 4 948 | 4 806 | 4 695 | 4 684 | 4 704 | 4 372 | 4 410 | 4 356 | 4 450 | 4 290 | 4 239 | 4 453 | 4 567 | 4 748 | 4 704 | 4 379 | 4 357 | 4 596 |
| Para los censos de 1962 a 1999 la población legal corresponde a la población sin duplicidades (Fuente: INSEE [Consultar]) |       |       |     |       |       |       |       |       |       |       |       |       |       |       |       |       |       |       |       |       |       |       |       |       |       |       |       |       |       |       |       |       |

## Historia
El pueblo fue la sede de un obispado al menos desde comienzos del siglo VI hasta 1790. Según Gregorio de Tours, Bazas tenía ya un obispado en la época de la invasión de los vándalos del siglo V. El motivo de que la catedral esté dedicada a San Juan Bautista lo explica el mismo historiador. Según su relato, una señora de Bazas, que algunos hagiógrafos del siglo diecinueve creen que podría haber sido Santa Verónica, trajo de Palestina una reliquia de San Juan Bautista en la época en que murió el santo. Durante los doscientos cincuenta años previos a 1057, el Obispado de Bazas se conoció como el Obispado de Aire, Dax, Bayona, Oloron y Lescar.
El Papa Urbano II (1088-99) exaltó las cruzadas desde Bazas.

## Lugares de interés turístico
El pueblo tiene una iglesia gótica (anteriormente la catedral) que se remonta a los siglos del XIII al XVI. Hay restos de murallas (de los siglos XV y XVI) y varias casas antiguas del siglo XI. [Catedral:

## Economía
Los viñedos de los alrededores producen vino blanco. El pueblo es la capital de un  distrito, produce material tánico y comercia con el conocido ganado vacuno de Bazadais.

## Hermanamiento
- Salvatierra, España